# شهرستان پونی (اکلاهما)
شهرستان پانی، اکلاهما (به انگلیسی: Pawnee County, Oklahoma) شهرستانی در ایالات متحده آمریکا است که در اکلاهما واقع شده‌است.

## خصوصیات
شهرستان پانی ۱٬۵۴۱٫۰۵ کیلومترمربع مساحت دارد.